# Joel (football, 1980)
Pour les articles homonymes, voir Joel.
Ricardo Joel dos Santos Dias, communément appelé Joel, est un footballeur portugais né le 15 juin 1980 à Matosinhos. Il évolue au poste de défenseur central.

## Biographie
Joel passe la plus grande partie de sa carrière à Leixões, son club formateur.
Avec ce club, il dispute 34 matchs en 1re division portugaise et 55 matchs en 2e division portugaise.

## Carrière
- 1998-2001 : Leixões SC  Portugal
- 2001-2003 : FC Marco  Portugal
- 2003-2010 : Leixões SC  Portugal
- 2010-2011 : Ermís Aradíppou  Chypre[1]
- 2011-2012 : Leixões SC  Portugal
- 2012-2013 : GD Ribeirão  Portugal